# Aqua vitae

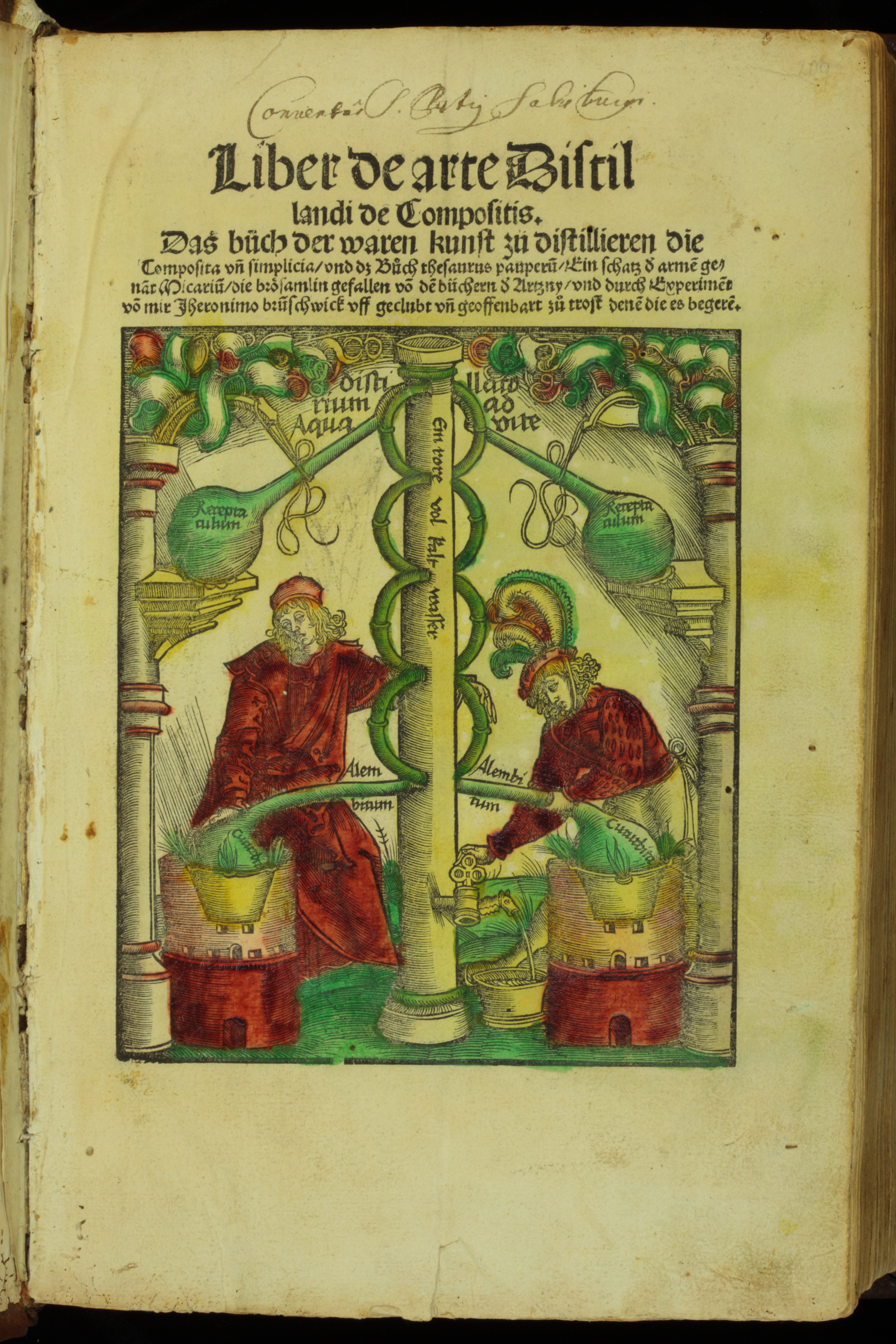
Aparato de destilación para aqua vitae de Hieronymus Brunschwig, Liber de arte Distillandi (1512)

El aqua vitae (en latín literalmente «agua de vida») es un nombre arcaico para una solución acuosa concentrada de etanol. No debe ser confundida con el aquavit. 
El aqua vitae se preparaba típicamente destilando vino, por lo que a veces era conocida como «espíritu del vino» en textos ingleses, siendo este un nombre específico para el brandy que ha sido destilado repetidamente. En lo general, aún ahora, se aplica a ciertos aguardientes afrutados.
El nombre fue familiarmente usado para los principales licores destilados de cada región. De esta forma, se llamaba así al usquebaugh o whisky en Escocia e Irlanda y geneva o ginebra en Holanda, siendo común el uso del término en francés eau de vie (plural: eaux de vie) aplicado a los licores o aguardientes basados en diversas frutas y obtenidos mediante un proceso de fermentación y doble destilación.

## En la alquimia
Se suponía que el aqua vitae era un lixiviado del compuesto sólido resultante de la Gran Obra, que era la piedra filosofal o piedra de transmutación. A esta aqua vitae se le atribuyó —para la imaginería profana— la propiedad de transmutar «el plomo hombre» en el «oro hombre filosófico», y así fue reconocida como el elixir de la eterna juventud.